# Eddie Vinson

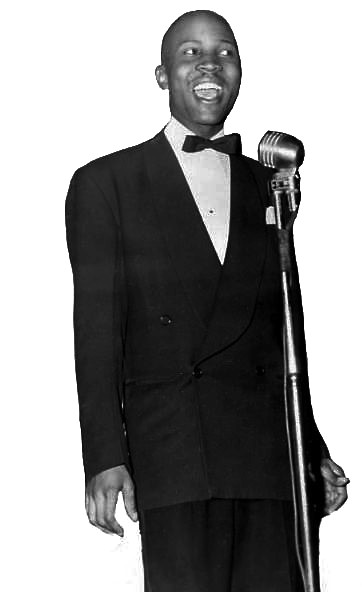
Eddie „Cleanhead” Vinson, ok. 1950

Edward L. Vinson jr, ps. „Cleanhead” (ur. 18 grudnia 1917 w Houston, zm. 2 lipca 1988 w Los Angeles) – afroamerykański saksofonista jazzowy, bluesowy i rhythmandbluesowy, oraz wokalista. Swój przydomek „Łysy” lub „Łysa pała” („Cleanhead”) zawdzięcza działaniu ługu, który wypalił mu część włosów podczas próby ich prostowania. Wskutek tego musiał ogolić głowę. Od tej pory, chcąc zachować wizerunek, już stale golił ją do gołej skóry.

Robert Christgau: „Cleanhead” Vinson to jeden z najczystszych i najokropniejszych głosów bluesowych, jakie można usłyszeć.

## Życiorys
Już jako dziecko zaczął grać na saksofonie altowym. Jego biegłość w grze zwróciła uwagę miejscowych bandliderów, kiedy jeszcze chodził do szkoły. Podczas wakacji grał w houstońskim zespole trębacza Chestera Boone’a, w którym również śpiewał. Po ukończeniu szkoły średniej w 1935 podjął w nim stałą pracę. Rok później grupę przejął Milt Larkin. Podczas pięciu lat spędzonych w jego formacji poznał grających w niej T-Bone Walkera, Arnetta Cobba, Illinois Jacqueta i Wild Billa Davisa. Zawsze fascynował go blues, więc podczas tournées, w czasie wolnym od koncertów zawarł znajomość z Big Billem Broonzym. Słynny bluesman nauczył go „krzyczeć” bluesa czyli śpiewać z zespołem bez mikrofonu. W 1941 poznał również występującego w orkiestrze Jaya McShanna, młodego saksofonistę altowego – Charlie’ego Parkera, którego nowatorska gra zrobiła na nim duże wrażenie. Na kilka dni go zaanektował, żeby nauczyć się jego techniki.  
Następnie zamieszkał w Nowym Jorku i od 1942 do 1946 występował w orkiestrze Cootie’ego Williamsa. Jako jej członek miał w kwietniu 1942 swój debiut nagraniowy w studiu wytwórni OKeh, śpiewając bluesa When My Baby Left Me. Dzięki jego śpiewowi w wykonywanych przez big-band utworach Cherry Red i Somebody’s Got to Go stały się one jej przebojami w czasie  II wojny światowej. Pod koniec 1945 sformował własny big band i podpisał kontrakt z wytwórnią płytową Mercury. Z orkiestrą i małymi zespołami nagrywał bebop, ale najbardziej interesującymi utworami z tamtego okresu są jego głównym dorobkiem są jump bluesy wspaniale zaśpiewane w jego wyjątkowym, teksańskim stylu. W 1947 nagrał dwa utwory: Old Maid Boogie, który trafił na listy przebojów R&B, oraz Kidney Stew Blues, który stał się jego numerem popisowym.  Niestety większość śpiewanych przez niego bluesów, takich jak Some Women Do, Oil Man Blues i Ever-Ready Blues, nie trafiała na anteny radiowe ze względu na ich „nieobyczajność”.
W 1949 przeniósł się do wytwórni King Records, nagrywając – niejednokrotnie z udziałem gwiazd – przede wszystkim repertuar bluesowy, m.in. utwory: I’m Gonna Wind Your Clock, I’m Weak But Willing, Person to Person i Somebody Done Stole My Cherry Red. Jego płyty jednak miały gorszą promocję niż produkcje największych, rhythmandbluesowych gwiazd wytwórni: Wynonie’ego Harrisa i Roya Browna, więc w 1952 zrezygnował z współpracy. Następnie do powrócił do repertuaru jazzowego, zwłaszcza kiedy w jego orkiestrze pojawił się młody saksofonista John Coltrane. W tym czasie skomponował także dla Milesa Davisa dwa utwory: Tune Up i Four. W połowie dekady na krótko przyłączył się do małego zespołu Cootie’go Williamsa. W 1957 odbył tournée z The Count Basie Orchestra i dokonał kilku nagrań z jego małym zespołem dla Bethlehem Records. Zaraz potem wycofał się z aktywnej pracy i wrócił do Houston.
W 1961 jego muzyką zainteresował się kolega-saksofonista –Julian „Cannonballa” Adderley i zaproponował mu współpracę. Jej efektem były nagrania, które znalazły się później na doskonale przyjętym albumie Cleanhead and Cannonball. W jego nagraniu dla wytwórni Riverside wzięli także udział: kornecista Nat Adderley, pianista Joe Zawinul, kontrabasista  Sam Jones i perkusista Louis Hayes.
Od tego czasu pozostał zawodowo aktywny. Przeprowadził się do Los Angeles. Dzięki odrodzeniu bluesa w latach 60. pozyskał nowych słuchaczy w kraju i za granicą, również wśród młodej publiczności. Odbył duże trasy koncertowe z Countem Basie’em i bluesmanem Johnnym Otisem, z którym stale współpracował, a w 1970 wystąpił na festiwalu jazzowym w Monterey. Wcześniej koncertował w Europie z pianistą z Jayem McShannem. W 1969 nagrał z nim dla francuskiej wytwórni Black & Blue album Wee Baby Blues.
Posługując się tak samo biegle językiem jazzu i bluesa, w następnych latach był stałym punktem na liście wykonawców światowych festiwali jazzowych i bluesowych. Miał również ustalany z wyprzedzeniem stały harmonogram krajowych i międzynarodowych tras koncertowych. Ponadto regularnie nagrywał płyty jako lider i sideman.
Karierę, która trwała pół wieku, kontynuował niemal do ostatnich tygodni życia. W połowie czerwca 1988 trafił do California Medical Center w Los Angeles, żeby poddać się terapii raka przełyku. Podczas leczenia doznał śmiertelnego zawału serca. Zmarł w wieku 70. lat.

### Małżeństwo i dzieci
Jego żoną była Bernice. Miał z nią trzy córki: June, Janice i Gail. Małżonkowie byli ze sobą do jego śmierci.

## Wybrana dyskografia

### Jako lider lub współlider
- 1957 Clean Heard’s Back in Town – Eddie Vinson Sings (Bethlehem)
- 1962 Back Door Blues (Riverside)
- 1967 Cherry Red (Bluesway/ABC)
- 1969 Wee Baby Blues (Black & Blue)
- 1970 The Original Cleanhead – Eddie „Cleanhead” Vinson (Blues Time)
- 1988 Cleanhead & Cannonball – Eddie „Cleanhead” Vinson with the Cannonball Adderley Quintet (Landmark)
- 1998 Eddie Cleanhead Vinson – Blues, Boogie & Bebop – „Meat's Too High” (JSP)
- 1999 Live at Sandy’s – Ray Bryant–Arnett Cobb–Alan Dawson–George Duvivier–Buddy Tate–Eddie „Cleanhead” Vinson (32 Jazz)
- 2004 Eddie „Cleanhead” Vinson – Kidney Stew Blues (Proper Records)

### Jako sideman
- 1980 Count Basie – Kansas City Shout – Count Basie–Joe Turner–Eddie „CleanHead” Vinson (Pablo)
- 1984 Jay McShann – Jay McShann–Eddie „Cleanhead” Vinson – Paris 1969–Istres 1977 Live! – Vol. 2 (Black & Blue)

Zestawienie wg dat wydania płyt

## Upamiętnienie
Pośmiertne wprowadzenie w 2014 do  Panteonu Sławy Bluesa.